# Bruno Wolfer
Bruno Wolfer, né le 10 septembre 1954 à Elgg, dans le canton de Zurich, est un coureur cycliste suisse, professionnel de 1976 à 1983. Il est le père de Andrea Wolfer.

## Palmarès
- 1976
  - 2e du GP Tell
- 1977
  - 9e étape (1er secteur) du Tour de Suisse
  - Tour du lac Léman
  - 3e du Grand Prix de Lugano
- 1978
  - Prologue du Tour de Romandie
  - 2e du Tour du Nord-Ouest de la Suisse
  - 10e du Tour de Romandie
  - 10e de Tirreno-Adriatico
- 1979
  - 6e étape du Tour d'Italie
  - 2e du championnat suisse sur route
  - 3e du Tour du lac Léman
- 1980
  - 2e du Grand Prix Union Dortmund
  - 3e de la Coppa Agostoni
- 1981
  - Nice-Alassio
  - 2e du Tour du Piémont
- 1982
  - 2e du championnat suisse sur route
- 1983
  - 3e du championnat suisse sur route

## Résultats sur le Tour d'Italie
5 participations
- 1978 : 25e
- 1979 : 12e, vainqueur d'étape
- 1981 : 49e
- 1982 : abandon
- 1983 : 73e